# Mango (entreprise)
Pour les articles homonymes, voir Mango.
Mango est une société catalane de prêt-à-porter pour femme, homme et enfant fonctionnant sur le modèle de la franchise. Le premier magasin ouvre en 1984 sous l'impulsion d'Isak Andic et Enric Casi, puis la marque s'implante dans plusieurs pays. Elle compte une centaine de magasins en France.

## Histoire
Créée en 1984, par les deux frères Nahman et Isak Andic, deux immigrés turcs qui s'installent en Espagne, la société a connu une importante expansion en Espagne puis à l'international.
Son site web est créé en 1995, puis la boutique en ligne ouvre cinq ans plus tard[réf. nécessaire]. 
En 2011, Mango décide de changer son concept de boutiques, ainsi que son logo[réf. nécessaire].
Le président est Isak Andic jusqu'au 14 décembre 2024, jour de sa mort.

## Entreprise
La marque est implantée dans plus de cent pays, avec 2 400 boutiques au total. Afin d'atteindre ce nombre, la marque peut être implantée plusieurs fois dans certaines villes du monde.  Le siège social est à Palau-solità i Plegamans (Barcelone).
Ces boutiques sont connues pour leur rentabilité.
La marque possède également les boutiques « H.E. by Mango » ; une ligne de vêtements pour homme acronyme de « homini emerito », créée en 2008 pour toucher un public masculin jeune. En novembre 2014 H.E. by Mango devient Mango Man.
Mango emploie plus de 8 600 personnes personnes dont 1 850 travaillent au Hangar Design Center (appelé « El Hangar »). La moyenne d’âge des employés est d’environ 30 ans, 80 % sont des femmes.
Les parfums de la marque sont commercialisés par l'entreprise Puig.

## Mango France: activité, rentabilité, effectif
|                                        | 2014  | 2015  | 2016  | 2017  | 2018  |
| -------------------------------------- | ----- | ----- | ----- | ----- | ----- |
| Chiffre d'affaires en millions d'euros | 179   | 227   | 234   | 222   | 212   |
| Résultat net en millions d'euros       | -1,7  | +5,4  | +3,7  | 0     | -4,5  |
| Effectif moyen annuel                  | 1 109 | 1 409 | 1 815 | 1 892 | 1 993 |

## Franchises
Les franchises représentent environ 60 % de Mango. 

## Réaction à la guerre russo-ukrainienne
Mango a été la première grande entreprise du marché espagnol à déclarer une cessation temporaire de ses activités en Russie début mars. La société a fermé l'ensemble de ses 55 magasins, rendu indisponible sa plateforme de vente en ligne en Russie et cessé l'expédition de nouvelles marchandises vers la région.
Malgré l'arrêt temporaire de ses opérations directes en Russie, les 65 franchisés qui étaient considérés comme "les partenaires clés" de Mango - et les marketplaces étaient toujours autorisés à poursuivre leurs opérations et à distribuer les produits Mango, à condition qu'ils disposent d'un stock suffisant. 53 points de vente franchisés reçus par la marque catalane ont continué à opérer en Russie et à vendre la gamme de produits mère de la société.
En juin 2022, Mango a annoncé son intention de transférer des magasins temporairement fermés à des partenaires franchisés en Russie. Dans un communiqué, Mango a également confirmé que les employés des magasins appartenant à l'entreprise, ainsi que les engagements de l'entreprise envers les fournisseurs de la région, seront repris par les partenaires locaux de Mango . En mars 2023, Toni Ruiz, le PDG de l'entreprise, a annoncé lors de la présentation des résultats financiers de l'entreprise que Mango avait cédé l'ensemble de ses magasins en Russie à ses franchisés locaux, qui sont toujours exploités et reçus par la marque catalane. Cela a entraîné une perte financière de 20 millions d'euros pour l'entreprise.

## Communication
La marque utilise, pratiquement depuis ses débuts, l'image de mannequins homme ou femme pour ses campagnes publicitaires. En France, Mango est le troisième investisseur publicitaire dans le textile.
- Liz Hurley (minicollection « Liz Hurley pour MNG »)[20]
- Milla Jovovich (minicollections)[21]
- Penelope Cruz (minicollections)[3]
- Lou Doillon[20]
- Jon Kortajarena (Campagne de publicité)
- Marie-Ange Casta (Campagne de publicité 2009)
- Olivia Palermo (Campagne de publicité)
- Scarlett Johansson (Campagne de publicité, pendant quatre saisons)
- Kate Moss (Campagne de publicité 2011 et 2012)[22]
- Joséphine de La Baume (Catalogue)[23],[24]
- Miranda Kerr (pour la collection 2013)[25]
- Zinédine Zidane (pour la collection 2015)

## Polémique
À la suite de l'effondrement de l'immeuble de confection Rana Plaza au Bangladesh le 24 avril 2013, qui a fait plus de 1100 morts parmi le personnel des sous-traitants de grandes marques de vêtements occidentales, dont Mango, l'entreprise a publié un communiqué sur les réseaux sociaux pour se défendre d'être client de ces sous-traitants, tout en admettant leur avoir commandé plusieurs milliers d'échantillons.
Cette attitude ambiguë a déclenché des réactions indignées de la part de diverses associations, dénonçant la passivité de l'entreprise, qui selon elles[réf. souhaitée] évite à tout prix de faire la transparence sur la fabrication de ses produits.